# كأس الدوري الياباني 2002
كأس الدوري الياباني 2002 (باليابانية: 2002年のJリーグカップ) هو الموسم 10 من كأس الدوري الياباني. أشرف على تنظيمه دوري الدرجة الأولى الياباني، وكان عدد الأندية المشاركة فيه 16، وفاز فيه كاشيما أنتلرز.